# Melvin Frazier
Melvin Jamon Frazier Jr. (Nueva Orleans, Luisiana, 30 de agosto de 1996) es un baloncestista estadounidense que pertenece a la plantilla del Al-Ahly Ly SC de la Liga de Libia. Con 1,96 metros de estatura, juega en la posición de alero.

## Trayectoria deportiva

### Universidad
Jugó tres temporadas con los Green Wave de la Universidad de Tulane, en las que promedió 10,6 puntos, 4,4 rebotes, 1,7 asistencias y 1,6 robos de balón por partido. En su última temporada fue incluido en el segundo mejor quinteto de la American Athletic Conference y elegido además jugador más mejorado de la conferencia.

#### Estadísticas
| Año     | Equipo | PJ | PT | MPP  | %TC  | %3P  | %TL  | RPP | APP | ROB | TPP | PPP  |
| ------- | ------ | -- | -- | ---- | ---- | ---- | ---- | --- | --- | --- | --- | ---- |
| 2015–16 | Tulane | 34 | 11 | 19.5 | .401 | .286 | .549 | 3.1 | 0.7 | 0.9 | 0.3 | 5.2  |
| 2016–17 | Tulane | 30 | 28 | 30.2 | .438 | .264 | .667 | 4.6 | 1.5 | 1.9 | 0.5 | 11.5 |
| 2017–18 | Tulane | 30 | 30 | 34.4 | .556 | .385 | .712 | 5.6 | 2.9 | 2.2 | .7  | 15.9 |
| Total   | Total  | 94 | 69 | 27.7 | .481 | .312 | .653 | 4.4 | 1.7 | 1.6 | .5  | 10.6 |

### Profesional
Fue elegido en la trigésimo quinta posición del Draft de la NBA de 2018 por Orlando Magic.
Tras dos temporadas en Orlando, en las que alternó con el filial de la G League los Lakeland Magic, el 3 de diciembre de 2020, firma con Oklahoma City Thunder, pero es cortado tres días después. Luego se uniría a los Oklahoma City Blue a finales de 2021.
El 21 de febrero de 2022, es traspasado a Iowa Wolves a cambio de Robert Woodard II. Pero el 6 de abril, firma un contrato dual Oklahoma City Thunder.
El 6 de noviembre fue incluido en la plantilla de los Raptors 905 de la G League. El 28 de diciembre de 2022 fue enviado a los Westchester Knicks a cambio de Jeremiah Tilmon.
El 29 de octubre de 2023 fichó por Delaware Blue Coats.
El 18 de junio de 2024 firma por el Al-Ahly Ly de la Liga libia.

## Estadísticas de su carrera en la NBA

### Temporada regular
| Año     | Equipo        | PJ | PT | MPP  | %TC  | %3P  | %TL  | RPP | APP | ROB | TPP | PPP  |
| ------- | ------------- | -- | -- | ---- | ---- | ---- | ---- | --- | --- | --- | --- | ---- |
| 2018-19 | Orlando       | 10 | 0  | 4.4  | .333 | .000 | .250 | .5  | .1  | .1  | .0  | 1.5  |
| 2019-20 | Orlando       | 19 | 0  | 6.6  | .441 | .500 | .500 | .5  | .2  | .5  | .1  | 2.1  |
| 2021-22 | Oklahoma City | 3  | 0  | 40.0 | .271 | .048 | .714 | 4.3 | .3  | .3  | .0  | 10.7 |
| Total   | Total         | 32 | 0  | 9.1  | .340 | .209 | .533 | .9  | .2  | .3  | .1  | 2.7  |

### Playoffs
| Año   | Equipo  | PJ | PT | MPP | %TC  | %3P  | %TL  | RPP | APP | ROB | TPP | PPP |
| ----- | ------- | -- | -- | --- | ---- | ---- | ---- | --- | --- | --- | --- | --- |
| 2019  | Orlando | 3  | 0  | 5.0 | .400 | .000 | .500 | 1.3 | .0  | .3  | .0  | 1.7 |
| Total | Total   | 3  | 0  | 5.0 | .400 | .000 | .500 | 1.3 | .0  | .3  | .0  | 1.7 |